# Suzanne Plesman
Suzanne Barbara Plesman (La Haya, 23 de octubre de 1971) es una jugadora de hockey hierba holandesa, que jugó 39 partidos como internacional en la selección holandesa.  Hizo su debut el 28 de abril de 1995, en un amistoso contra Inglaterra (3-3), y se colgó el oro en el Campeonato Europeo de Hockey sobre Hierba Masculino de 1995 y el bronce en los Juegos Olímpicos de 1996. Plesman se retiró de la competición después de esos Juegos.